# Podalyria hirsuta
Podalyria hirsuta är en ärtväxtart som först beskrevs av William Aiton, och fick sitt nu gällande namn av Carl Ludwig von Willdenow. Podalyria hirsuta ingår i släktet Podalyria och familjen ärtväxter. Inga underarter finns listade i Catalogue of Life.